# 银背菊
银背菊（学名：Dendranthema argyrophyllum）是菊科菊属的植物，为中国的特有植物。分布在中国大陆的陕西、河南等地，生长于海拔1,440米至2,140米的地区，见于山坡岩石上，目前尚未由人工引种栽培。